# Hadji-Redjepli
Hadji-Redjepli é uma vila localizada no município de Štip, na República da Macedônia do Norte.